# Kalne
Kalne (כַלְנֵה) was een stad gesticht door Nimrod, twee keer genoemd in de Hebreeuwse Bijbel (Genesis 10:10 & Amos 6:1). Het vers in Genesis luidt:
וַתְּהִי רֵאשִׁית מַמְלַכְתֹּו בָּבֶל וְאֶרֶךְ וְאַכַּד וְכַלְנֵה בְּאֶרֶץ שִׁנְעָֽר׃
"De kern van zijn rijk werd gevormd door Babel, Uruk, Akkad en Kalne, in Sinear." (NBV)
Historische wetenschap stelde kandidaat-locaties voor de stad "Kalne" voor, maar het wordt nu het meest waarschijnlijk beschouwd, dat, in een suggestie die teruggaat tot WF Albright (1944), dat het woord oorspronkelijk niet verwijst naar een stad, maar is gecorrumpeerd door een uitdrukking die "allemaal" betekent.
Kalne werd geïdentificeerd met Ctesiphon in Hiëronymus' Hebreeuwse vragen over Genesis (geschreven ca. 390), in navolging van Eusebius van Caesarea. Easton's 1897 Bible Dictionary volgt geruisloos Sir Henry Rawlinson in de interpretatie van de Talmoed passage Joma 10a, die Kalne identificeerde met de moderne Nippur, een hoge heuvel van aarde en afval, gelegen in de moerassen op de oostelijke oever van de Eufraat, maar 30 mijl afstand van zijn huidige koers, en ongeveer 60 mijl ten zuid-zuid-oost van Babylon.
Een tweede Kalne wordt genoemd in het boek Amos, en sommigen hebben deze plaats ook in verband gebracht met Calno, die in soortgelijke bewoordingen wordt genoemd in het boek Jesaja. (Amos 6:2, Isaiah 10:9) Dit wordt door sommige archeologische geleerden geïdentificeerd als Kulnia, Kullani of Kullanhu, het huidige Kullan-Köy, tussen Carchemish aan de rivier de Eufraat en Arpad bij Aleppo in Noord-Syrië, ongeveer tien kilometer ten zuidoosten van Arpad. Canneh, genoemd in het boek Ezechiël 27:23 als een van de steden waarmee Tyrus handel dreef, werd in verband gebracht met Calneh door A.T. Olmstead, History of Assyria. Xenophon noemde een Kainai op de westelijke oever van de Tigris onder de Boven-Zab.